# Jesús Herrada
Jesús Herrada López (n. 26 iulie 1990, Mota del Cuervo⁠(d), Castilia-La Mancha, Spania) este un ciclist profesionist spaniol, care concurează în prezent pentru Cofidis, echipă licențiată UCI WorldTeam. Fratele său José Herrada este de asemenea ciclist profesionist și concurează tot pentru Cofidis.

## Rezultate în Marile Tururi

### Turul Italiei
1 participare
- 2015: locul 74

### Turul Franței
7 participări
- 2014: locul 61
- 2016: nu a terminat competiția
- 2017: locul 97
- 2018: locul 47
- 2019: locul 20
- 2020: locul 44
- 2021: locul 87
- 2022: locul 75, câștigător al etapei a 19-a

### Turul Spaniei
3 participări
- 2018: locul 21
- 2019: nu a terminat competiția
- 2021: locul 38
- 2022: câștigător al etapei a 7-a